# Dorymyrmex carettei
Dorymyrmex carettei är en myrart som beskrevs av Auguste-Henri Forel 1913. Dorymyrmex carettei ingår i släktet Dorymyrmex och familjen myror. Inga underarter finns listade i Catalogue of Life.